# Trichomycetes
Trichomycetes är en klass av svampar. Trichomycetes ingår i divisionen oksvampar och riket svampar.
Kladogram enligt Dyntaxa:
| Trichomycetes | \| \| Asellariales \| \| \| \| |
|               | \| \| Asellariales \| \| \| \| |
|               | Zygomycetes                    |
|               |                                |
|               | Asellariales                   |
|               |                                |

|  | Asellariales |
|  |              |

## Bildgalleri

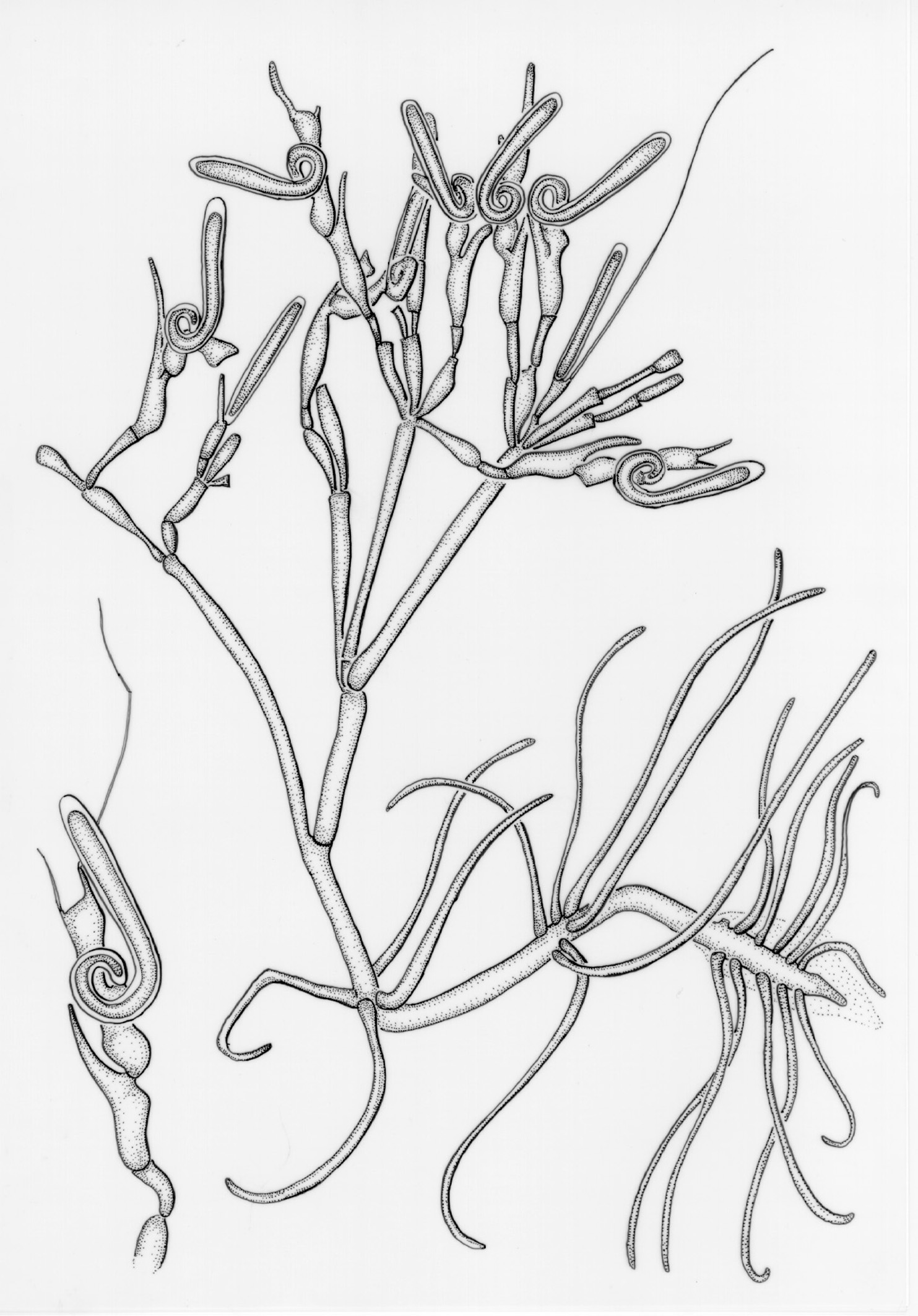
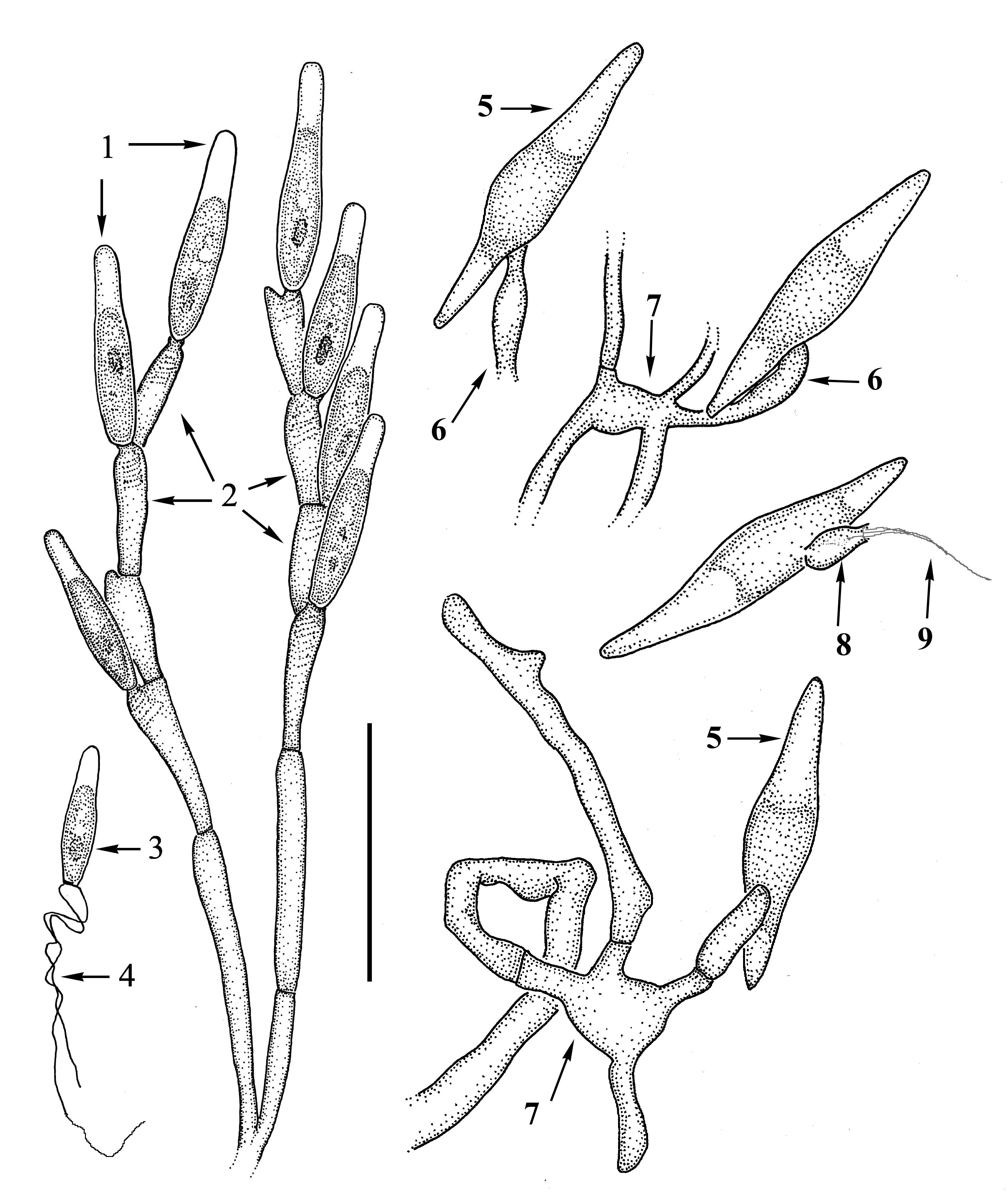
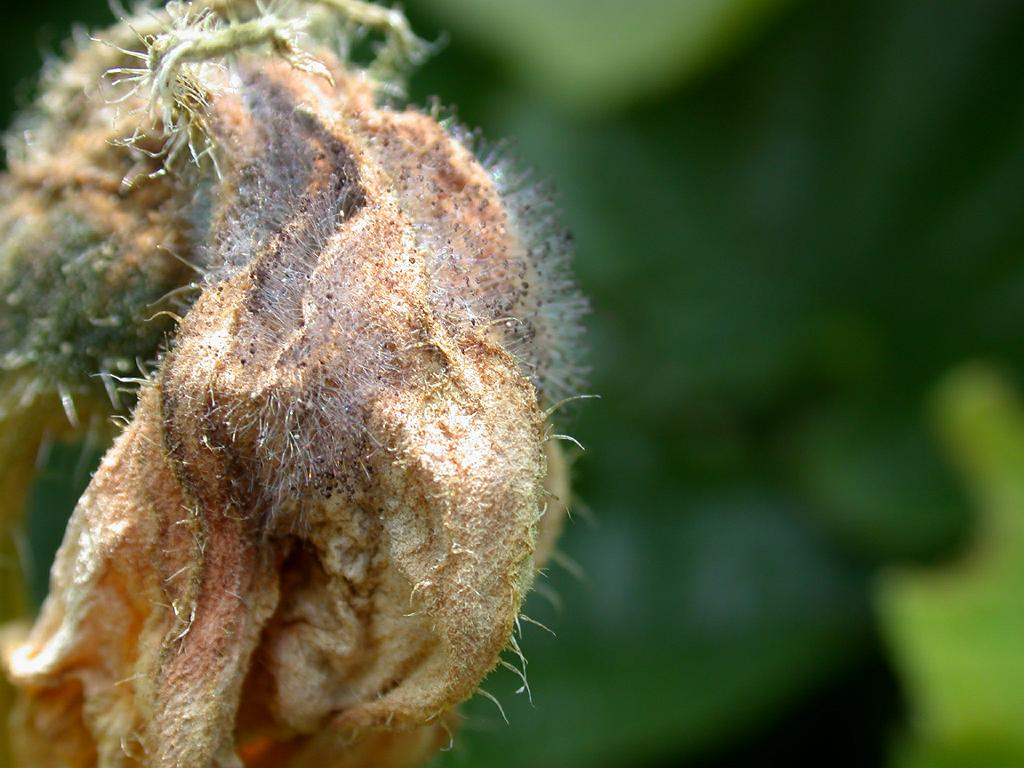